# Luis d'Antin
Luis d'Antin, né le 2 janvier 1964 à Madrid est un ancien pilote de Grand Prix moto.

## Compétition
Louis d'Antin était le responsable de l'équipe de Corse depuis 1999. Mais il a décidé d’arrêter à compter du grand prix d'Allemagne 2008.